# Chi Cỏ ba lá
Chi Cỏ ba lá (danh pháp khoa học: Trifolium) là một chi của khoảng 300 loài thực vật trong họ Đậu (Fabaceae). Chúng chủ yếu sinh sống ở các khu vực ôn đới của Bắc bán cầu, nhưng, giống như nhiều chi khác của khu vực ôn đới, chúng cũng sống ở các khu vực miền núi thuộc miền nhiệt đới. Các loại cây này là các cây thân thảo sống một năm hoặc lâu năm có ba lá chét (rất hiếm cây có 5- hay 7-lá chét), với các lá kèm hợp sinh tại cuống lá, và các cụm hoa có màu đỏ, tía, trắng (rất hiếm hoa màu vàng); các hạt nhỏ được che phủ trong đài hoa. 18 loài có nguồn gốc ở Anh và một số loài được nuôi trồng rộng khắp để làm cỏ khô cho động vật. Loài cỏ ba lá được trồng nhiều nhất là cỏ ba lá hoa trắng (Trifolium repens) và cỏ ba lá hoa đỏ (Trifolium pratense).
Các chi khác có họ hàng gần thông thường cũng hay được gọi là cỏ ba lá, bao gồm Melilotus (cỏ ba lá thơm, ngạc ba, nhãn hương) và Medicago (linh lăng, cỏ ba lá thập tự).
Tên khoa học có nguồn gốc từ tiếng Latinh tres (ba) và folium (lá), được gọi như thế là do hình dạng đặc trưng của lá, nó có ba lá chét, vì thế mà có tên gọi phổ biến là cỏ ba lá. Cỏ ba lá thông thường được các ấu trùng của một số loài bướm bộ Lepidoptera như bướm mắt cáo, bướm nâu (Euxoa nigricans) và bướm cơ-nhép (Agrotis clavis) ăn.
Những cây cỏ ba lá bốn cánh (tức là những loại cỏ ba lá có 4 lá chét) được xem là biểu tượng của sự may mắn.

## Gieo trồng

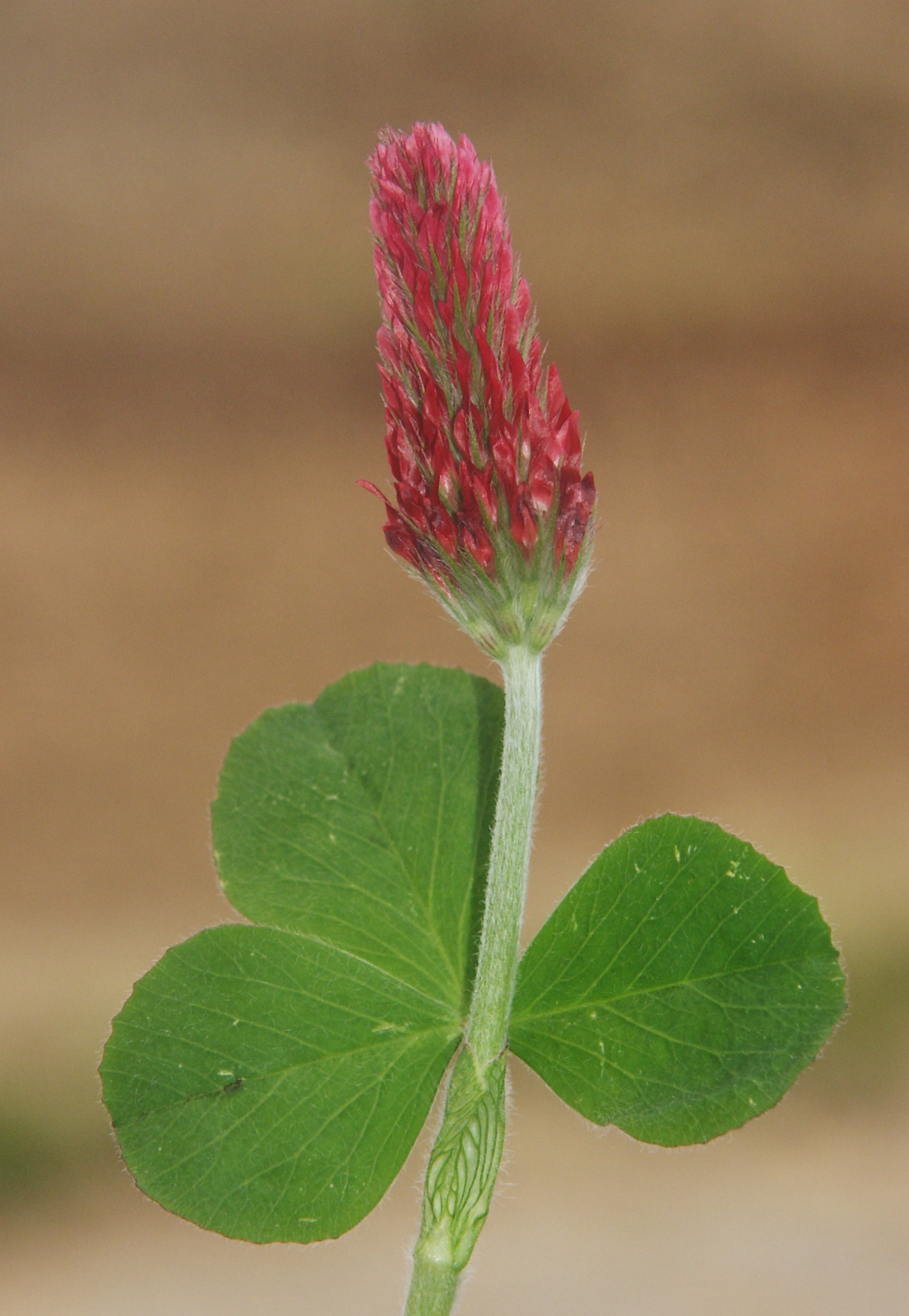
Trifolium incarnatum

Cỏ ba lá, hoặc là được gieo trồng một mình hoặc là trong hỗn hợp với các loại cỏ khác, có một lịch sử lâu dài để tạo ra các sản phẩm chủ yếu cho đất, vì một số lý do: nó phát triển rất tự do, các cành non sẽ mọc trở lại sau khi bị cắt xén; nó tạo ra số lượng lớn sản phẩm ngon và bổ dưỡng cho gia súc; nó phát triển tốt trong nhiều loại đất và khí hậu; và do vậy nó là thích hợp để tạo ra các bãi chăn thả hay cải tạo đất. Tuy nhiên, hiện nay ngoại trừ trên một số đất giàu calci, nó có sản lượng cực kỳ thất thường. Trong nhiều khu vực, nông dân đã phát hiện ra rằng cỏ ba lá đã biến mất hoàn toàn vào giữa mùa xuân, hoặc chỉ tìm thấy chúng còn rất ít ở chỗ này chỗ kia trên các cánh đồng. Vẫn không có sự giải thích thích đáng nào được đưa ra cho "căn bệnh của cỏ ba lá" cũng như không có biện pháp phục hồi cụ thể nào. Tuy nhiên, một thực tế quan trọng đã được công nhận là khi việc luân canh mùa màng được quản lý sao cho cỏ ba lá không trở lại trên cùng một thửa ruộng trong một khoảng thời gian ngắn hơn 8 năm thì sau đó nó sẽ phát triển với sức sống mãnh liệt nguyên thủy của nó. Sự hiểu biết về điều này đã giúp cho nông dân ở nhiều khu vực khác nhau canh tác để có thể cứu vãn loại cây quan trọng này.

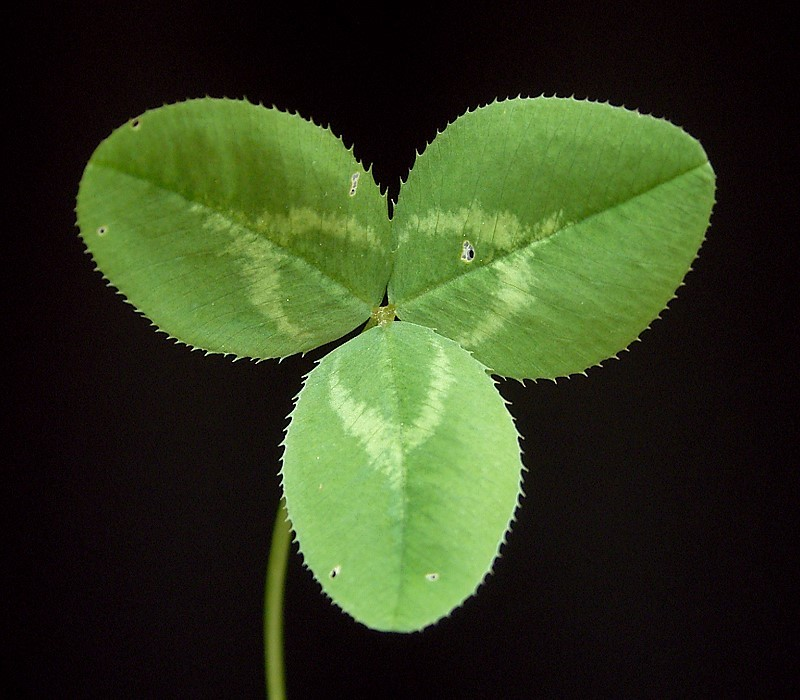
Một lá của cỏ ba lá điển hình (trong ảnh là Trifolium repens)

Đã từng có thời gian người ta cho rằng việc đưa các loài cây họ Đậu khác vào vòng luân canh có ảnh hưởng tốt rõ ràng đối với cỏ ba lá khi nó được gieo trồng trong vụ kế tiếp; nhưng thực tế cho thấy các loài cây họ Đậu khác chỉ tạo ra sự thuận lợi trong các tình huống ngẫu nhiên của sự gần như là cần thiết để kéo dài chu kỳ vòng quay của cỏ ba lá.
Căn bệnh của cỏ ba lá có lẽ gắn liền với sự suy giảm các động vật thụ phấn. Việc nuôi ong thông thường là do nhu cầu cao từ phía nông dân có các bãi chăn thả có cỏ ba lá, là những người mong muốn là ong sẽ hoạt động trên các cánh đồng của mình, do người ta nhận thấy việc kết hạt tăng lên theo sự gia tăng hoạt động của ong.

## Các loài
| - T. africanum - T. albopurpureum - T. alexandrinum - T. amabile - T. ambiguum - T. amoenum - T. andersonii - T. andinum - T. angustifolium - T. arvense - Cỏ ba lá chân thỏ - T. attenuatum - T. aureum - Cỏ ba lá hublông lớn - T. barbigerum - T. beckwithii - T. bejariense - T. bifidum - T. bolanderi - T. brandegeei - T. breweri - T. buckwestiorum - T. calcaricum - T. campestre - Cỏ ba lá hublông - T. carolinianum - T. cernuum - T. ciliolatum - T. cyathiferum | - T. dalmaticum - T. dasyphyllum - T. dedeckerae - T. depauperatum - T. dichotomum - T. douglasii - T. dubium - T. echinatum - T. eriocephalum - T. fragiferum - T. friscanum - T. fucatum - T. glomeratum - T. gracilentum - T. gymnocarpon - T. haydenii - T. hirtum - T. howellii - T. hybridum - T. incarnatum - T. jokerstii - T. kingii - T. lappaceum - T. latifolium - T. leibergii - T. lemmonii | - T. longipes - T. lupinaster - T. macraei - T. macrocephalum - T. medium - T. michelianum - T. microcephalum - T. microdon - T. minutissimum - T. monanthum - T. mucronatum - T. nanum - T. neurophyllum - T. nigrescens - T. obtusiflorum - T. oliganthum - T. olivaceum - T. ornithopodioides - T. owyheense - T. parryi - T. pinetorum - T. plumosum - T. polymorphum - T. pratense - Cỏ ba lá hoa đỏ - T. productum | - T. purpureum - T. pygmaeum - T. reflexum - T. repens - Cỏ ba lá hoa trắng - T. resupinatum - T. rollinsii - T. rueppellianum - T. scabrum - T. semipilosum - T. siskiyouense - T. spumosum - T. squamosum - T. stoloniferum - Cỏ ba lá Running Buffalo - T. striatum - T. subterraneum - Cỏ ba lá quả ngầm - T. suffocatum - T. thompsonii - T. tomentosum - T. trichocalyx - T. uniflorum - T. variegatum - T. vesiculosum - T. virginicum - T. willdenowii - T. wormskioldii |

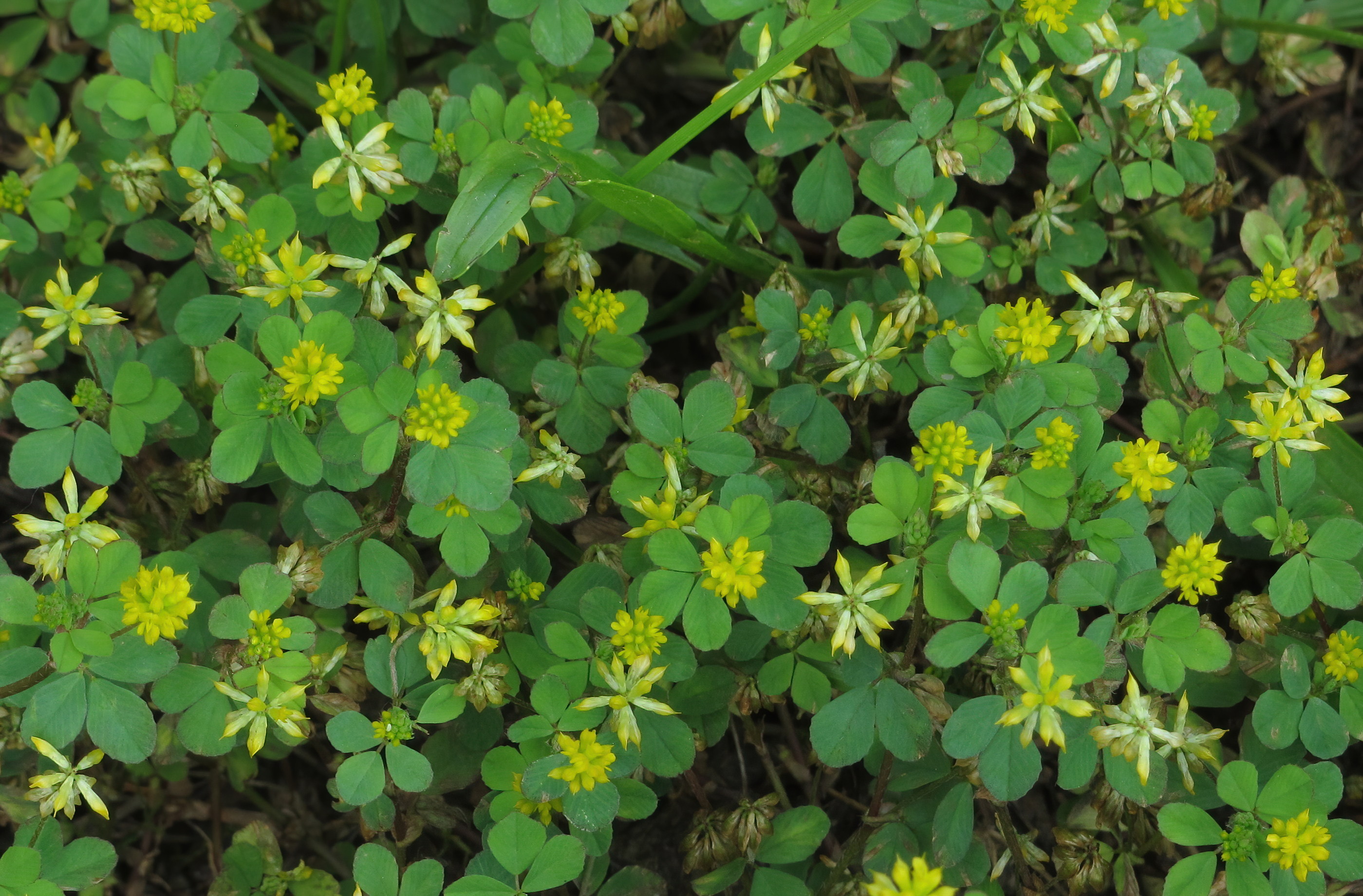
Trifolium dubium

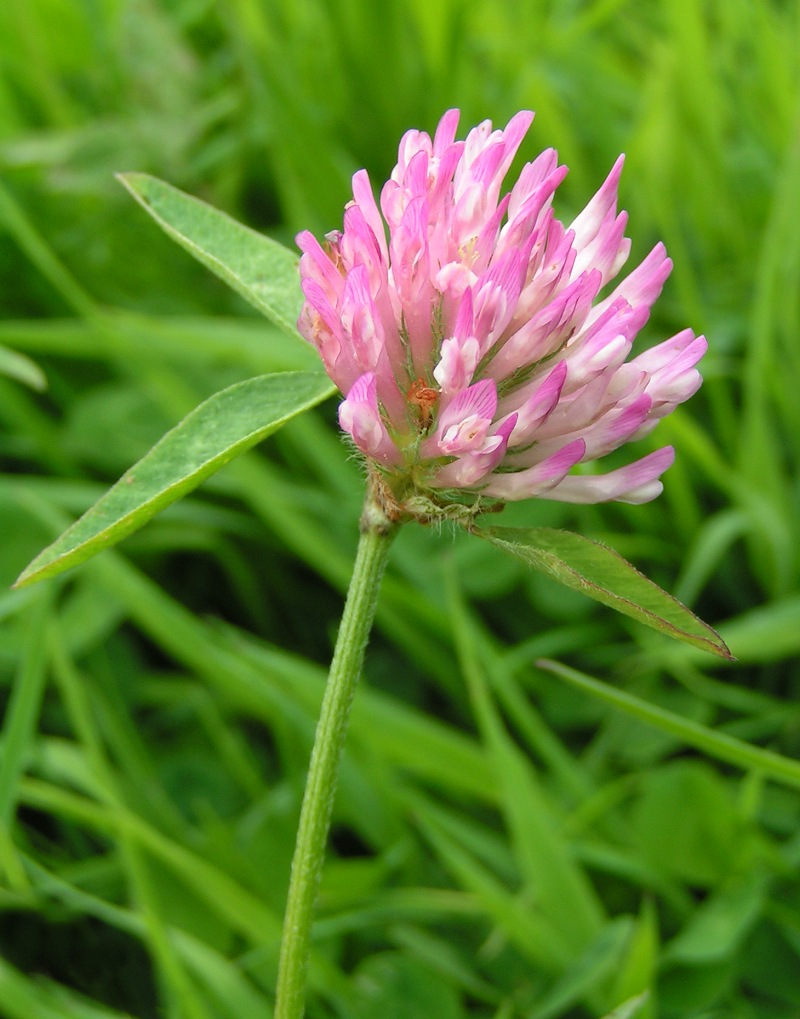
Hoa của cỏ ba lá hoa đỏ (Trifolium pratense)

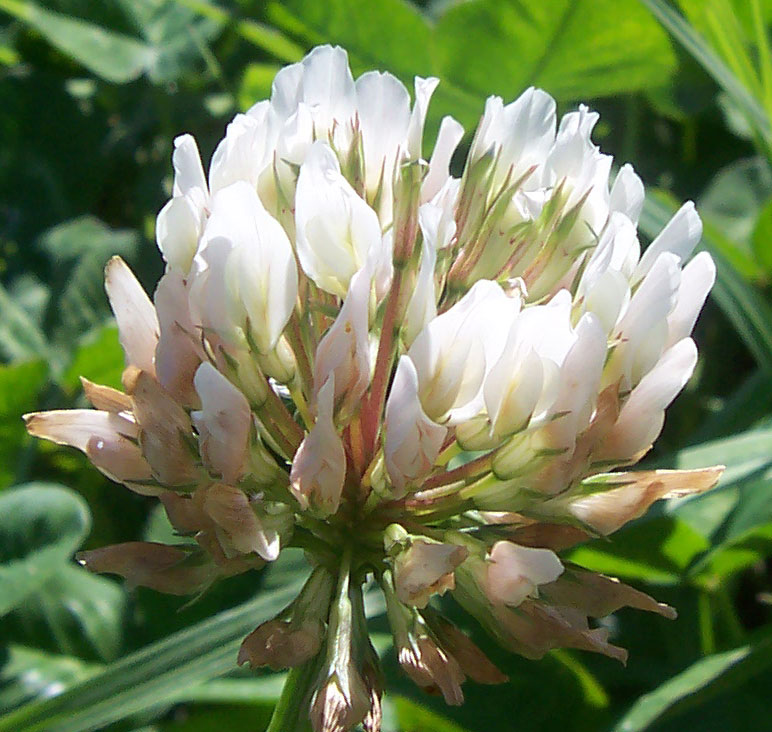
Hoa của cỏ ba lá hoa trắng

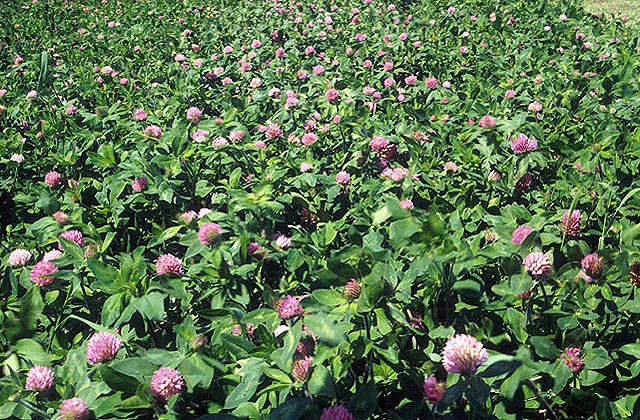
Cỏ ba lá hoa đỏ (Trifolium pratense)

- T. incarnatum, cỏ ba lá hoa đỏ thẫm hay cỏ ba lá Italy, không đủ sức chịu rét để có thể phát triển trong khí hậu của Scotland trong các mùa đông thông thường, nhưng lại là loài cây làm thức ăn gia súc có giá trị tại Anh. Nó được gieo trồng ngay sau khi thu hoạch các loại ngũ cốc với số lượng 20–22 kg/ha. Người ta đã nhận ra rằng chúng nảy mầm tốt hơn khi lớp đất bề mặt được xới và bừa chứ không cần cày lật đất. Nó phát triển mạnh về mùa xuân. Nó cũng phù hợp để thu hoach như là cỏ khô. Tuy nhiên, chỉ có thể thu hoạch nó được một lần, do nó không đâm chồi trở lại sau khi cắt xén.
- T. repens, cỏ ba lá hoa trắng hay cỏ ba lá Hà Lan, là một loài cây lâu năm rất phổ biến ở các đồng cỏ và bãi chăn thả được chăm sóc tốt. Hoa của nó màu trắng hay ánh hồng và trở thành màu nâu và rũ xuống khi tràng hoa bị héo.
- T. hybridum, cỏ ba lá Alsike hay cỏ ba lá Thụy Điển, là loài cây lâu năm được đưa vào Anh đầu thế kỷ 19 và hiện nay đã thích nghi với khí hậu ở Anh. Hoa của chúng màu trắng hay hồng và tương tự như loài nói trên.
- T. medium, cỏ ba lá đồng cỏ hay cỏ ba lá dích dắc, là loài cây lâu năm với thân cây ngoằn ngoèo và hoa màu hồng tía, có ít giá trị nông nghiệp.
- Các loài khác được trồng ở Anh là:
  - T. arvense, cỏ ba lá chân thỏ; được tìm thấy ở các cánh đồng và các bãi chăn thả khô, là một loại cây nhỏ thân mềm với hoa nhỏ màu trắng hay hồng nhạt và đài hoa nhỏ như tơ;
  - T. fragiferum, cỏ ba lá dâu tây, với hoa mọc thành cụm dày hình cầu màu hồng tía và đài hoa phình to lên;
  - T. procumbens, cỏ ba lá hublông, trên các bãi chăn thả khô và ven đường, hoa có màu vàng nhạt tựa như cây hublông thu nhỏ; và rất giống với T. minus.
  - T. minus, là loài cây phổ biến ở các bãi chăn thả và ven đường, với hoa nhỏ màu vàng ánh nâu sẫm. Loài cây này đôi khi cũng được gọi là cây lá chụm hoa. Các mẫu cây lá chụm hoa và các loài cỏ ba lá khác rất ít khi tìm thấy với 4 lá chét, và tương tự như các loại cây hiếm khác, chúng được coi là đem lại may mắn khi tìm thấy.

## Sử dụng
Các loại cỏ ba lá là những thức ăn có giá trị, do hàm lượng protein cao, phổ biến và phong phú. Ở dạng tươi, chúng khó tiêu hóa, nhưng có thể ăn sau khi luộc trong 5-10 phút. Hoa khô và hạt trong quả có thể chế biến thành bột có giá trị dinh dưỡng và trộn lẫn với các thức ăn khác. Hoa khô cũng có thể sử dụng như chè.